# Daluis
Daluis (Daluèis in lingua occitana) è un comune francese di 140 abitanti, situato nel dipartimento delle Alpi Marittime della regione Provenza-Alpi-Costa Azzurra.

## Geografia fisica
Le Gole di Daluis sono state scavate dall'alto Varo nel suolo di pelite o lutite rossa, una variante d'argilla fangosa, e sono state intagliate dal fiume nell'estremità occidentale del "Dôme de Barrot", che corrisponde ad una risalita dello zoccolo terrestre nell'epoca geologica del Paleozoico, la quale fa affiorare una spessa serie permiana.
In estate i temporali rappresentano un pericolo importante.
La "Grotte du Chat" (Grotta del Gatto), costituita da un fiume sotterraneo lungo 720 metri, è particolarmente fotogenica. 

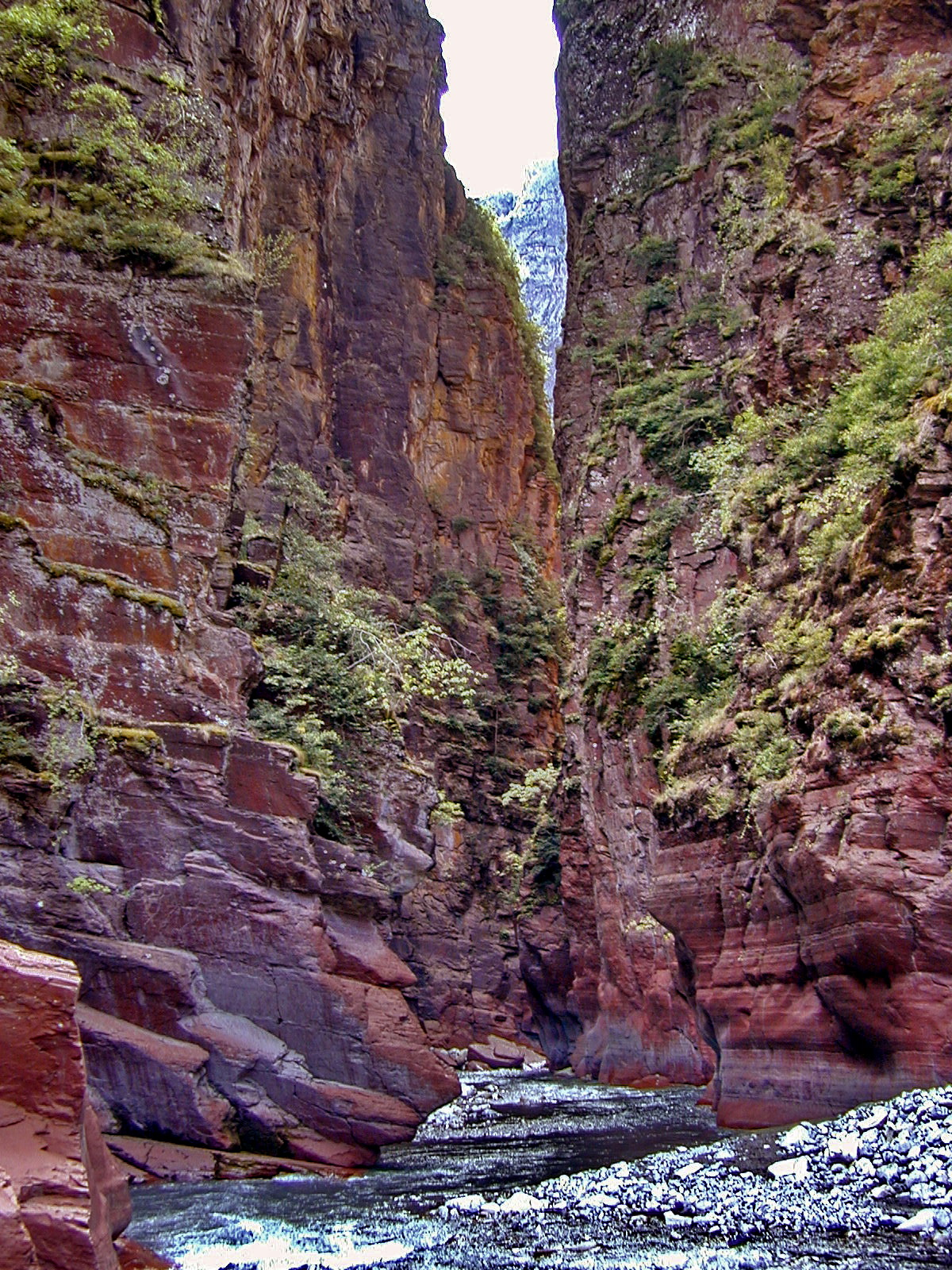
Gole del fiume Varo a Daluis (Gorges de Daluis)
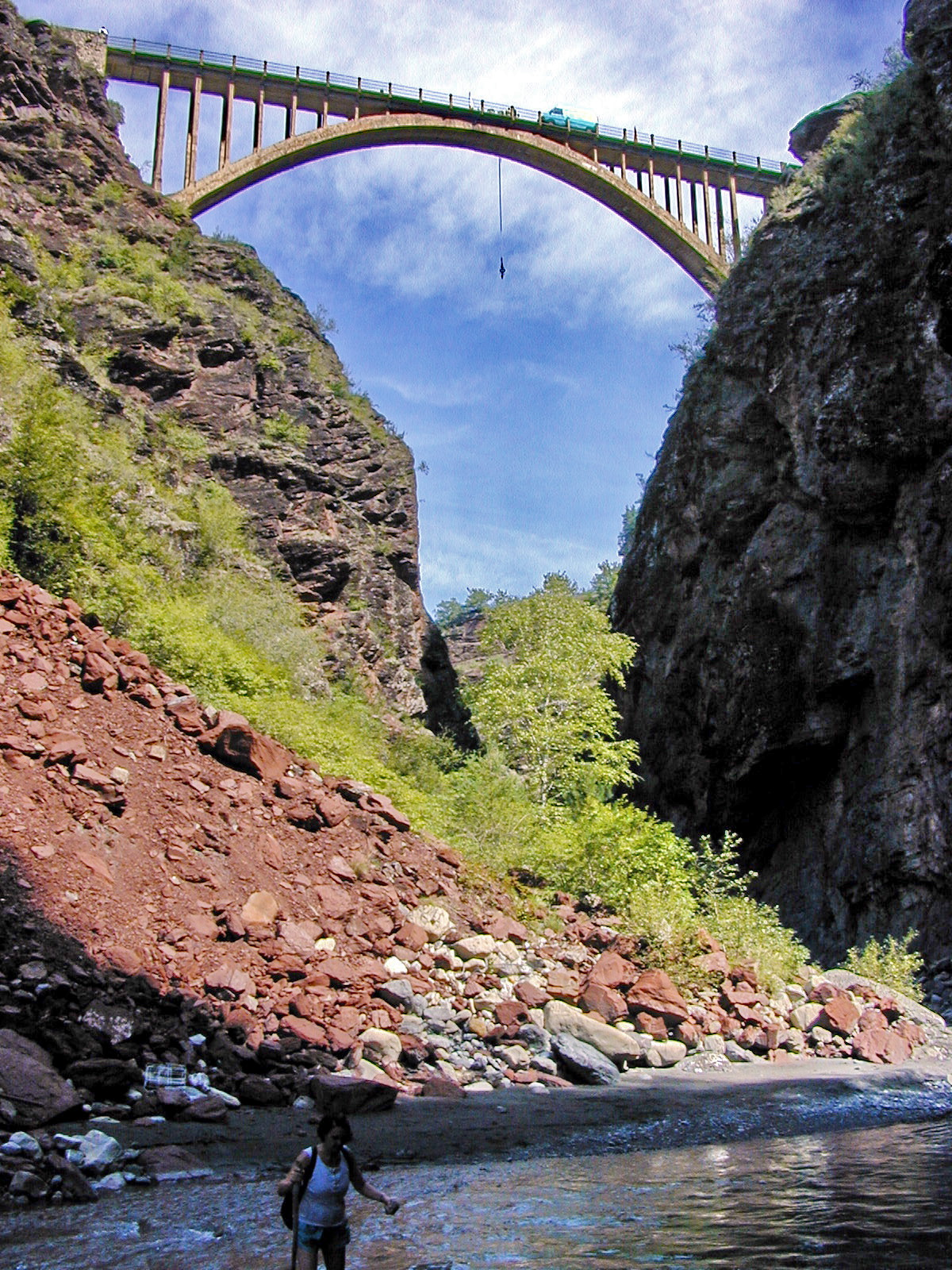
Ponte Mariée sulle Gole di Daluis
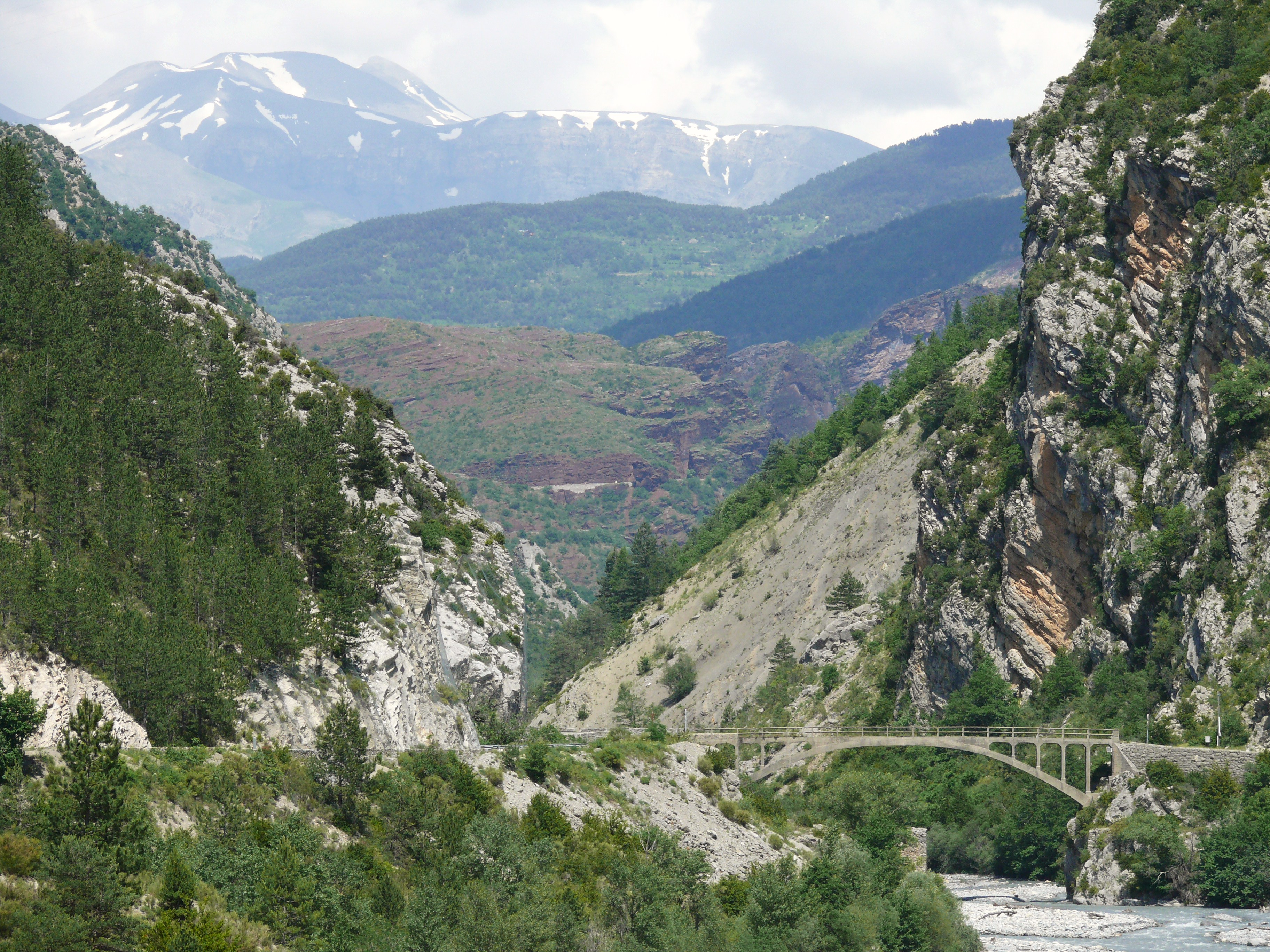
Valle dell'alto Varo presso Daluis. Ponte della RD316 verso la Vignasse
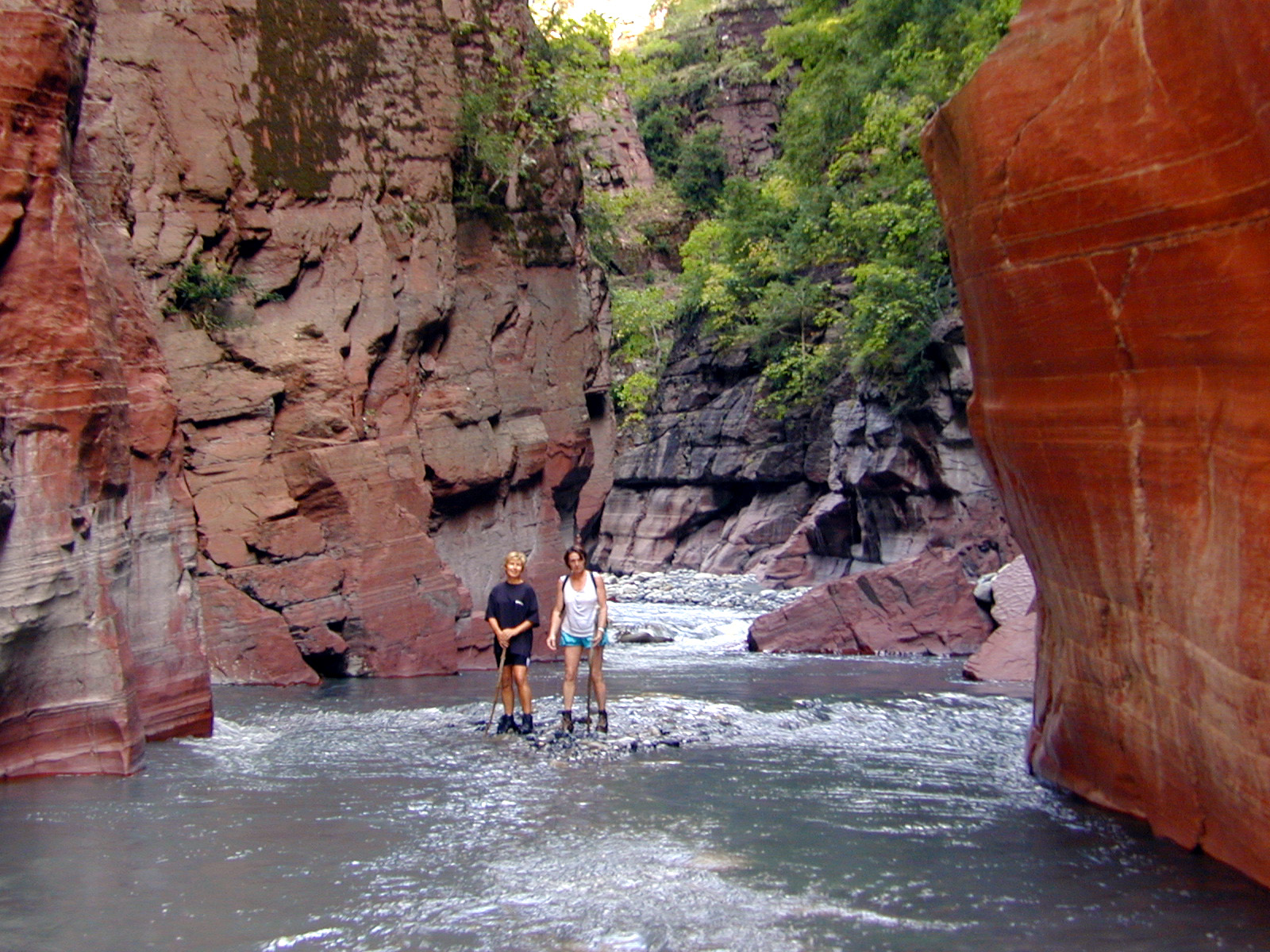
Le Gole di Daluis e l'alto Varo
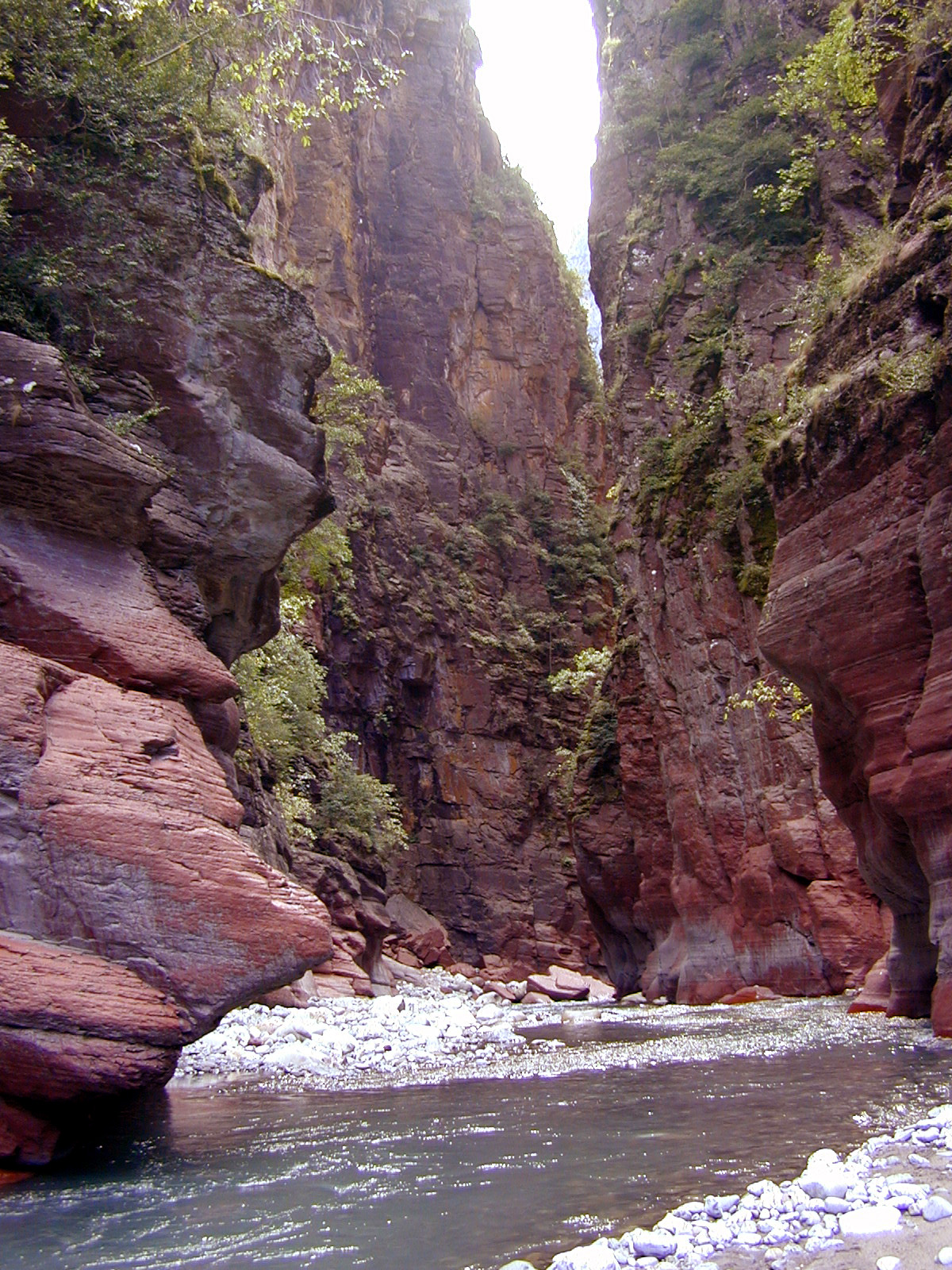
Le Gole di Daluis e l'alto Varo
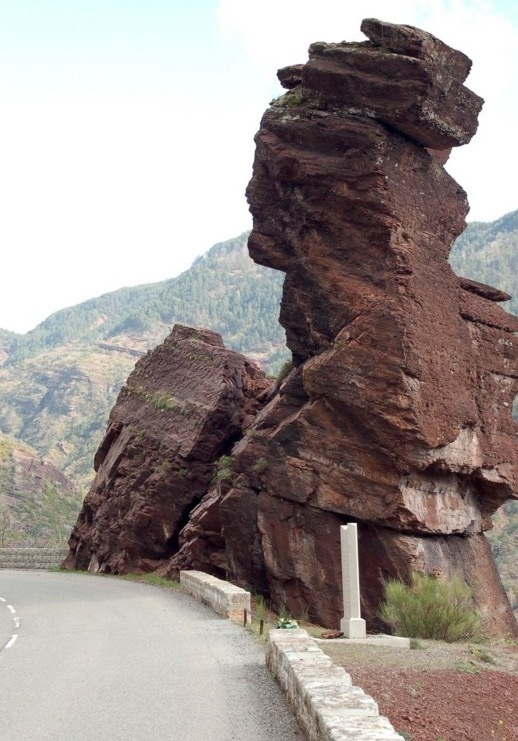
Roccia ostentante la forma d'una figura femminile, sovrastante le Gole di Daluis, detta «Guardiana delle Gole» (Gardienne des Gorges)

## Storia
Dopo la conquista romana, compiuta nel 14 a.C., Augusto organizzò le Alpi in province. Il territorio dell'attuale comune di Daluis dipendeva dalla provincia delle Alpi Marittime ed era riunita alla civitas di Glanate (Glandèves). Alla fine dell'Antichità, la diocesi di Glandèves riprese i limiti di tale civitas.
Il sito appare sotto il nome di Castrum de Adalueiso, poi di Adalosio nel XIII secolo, ed ancora di Adaluys o Addaluys, Adaluy in provenzale.
Il paese appartenne al casato di Daluis della famiglia di Castellane-Villeneuve e fu in seguito una dipendenza dei Templari e, dopo la loro condanna, dell'Ordine di San Giovanni di Gerusalemme o Ospedalieri di San Giovanni di Gerusalemme; il villaggio appartenne poi alla nobile famiglia dei Villeneuve-Beauregard.
Nel 1348, il 18 febbraio, fu firmato l'atto d'abitazione di Daluis con il signore di Barrême.

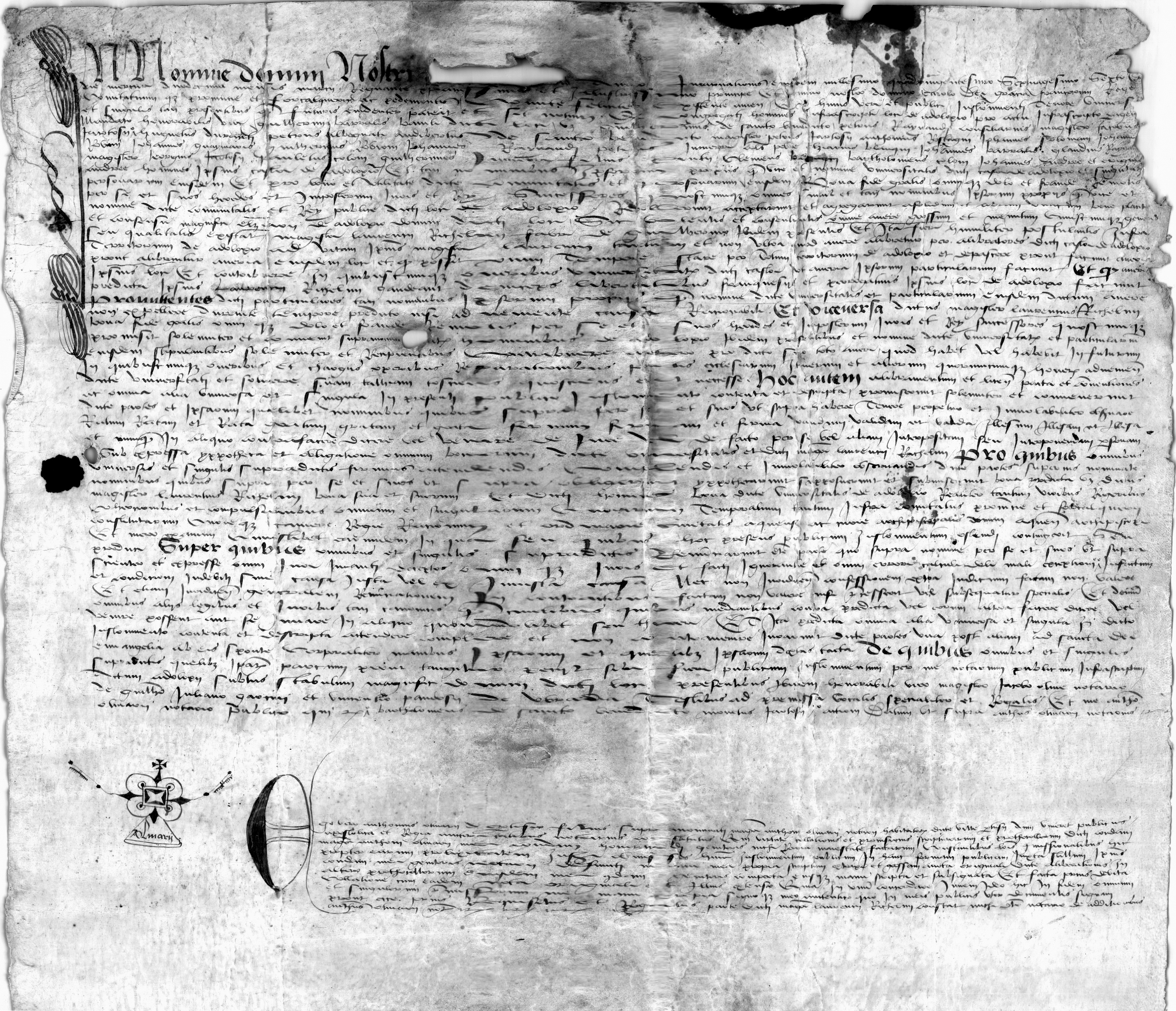
Atto d'abitazione di Daluis (Archivi della famiglia De Clarens, ramo delle famiglie De Barrême e De Villeneuve)

Nel 1388, dopo la morte della regina Giovanna, a differenza delle altre parti orientali della Provenza che renderanno omaggio ai Conti di Savoia, Daluis, come Guillaumes, Entrevaux e Sausses, si dichiarò fedele ai Conti di Provenza della Casa d'Angiò.
Nel 1481, come il resto della Contea di Provenza, essendo Luigi XI erede dell'ultimo conte di Provenza, il villaggio di Daluis venne integrato nel regno di Francia.
Nel 1760 un trattato tra la Francia ed il re di Sardegna rettificò la frontiera e trasferì Daluis e Guillaumes alla Contea di Nizza.
Daluis faceva allora parte della diocesi d'Entrevaux, e del vicariato di Guillaumes.
Nel 1793, durante la guerra delle Alpi tra la Francia repubblicana ed il regno di Sardegna, il generale austriaco De Wins, che comandava l'esercito austro-sardo, stabilì un posto di comando a Daluis.

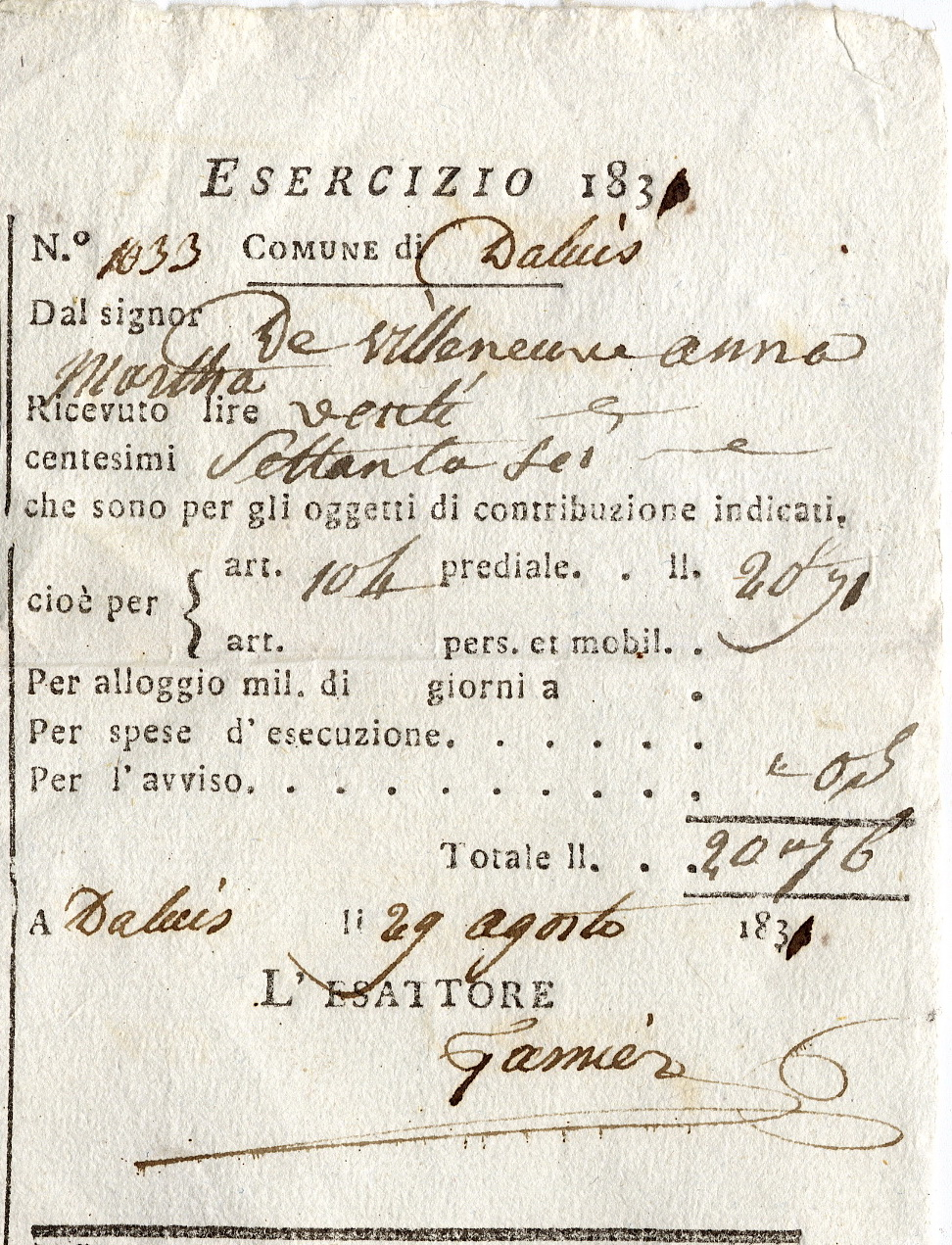
Ricevuta in italiano, allora lingua ufficiale del comune di Daluis, del 29 agosto 1831

Attualmente, essendo l'abitato piuttosto esiguo e poco abitato, e trattandosi di un piccolo villaggio a non molta distanza da Guillaumes, Daluis deve la sua fama essenzialmente al particolare ambiente circostante, essendo inserito nelle omonime imponenti Gole di Daluis (Gorges de Daluis), di roccia rossa, scavate dal fiume Varo.
Il 18 luglio 1944, le truppe tedesche, installate a Touët-sur-Var, lanciarono attacchi contro i partigiani del FFI attraverso le valli dell'alto Varo e del Cians. Essendo fallite le prime schermaglie, i soldati tedeschi ripresero le attività belliche l'indomani attraverso le creste montuose o dorsali dei monti. I partigiani in rotta abbandonarono le loro posizioni presso Daluis, per risalire verso Guillaumes e poi verso Entraunes.

## Monumenti e luoghi d'interesse
- Rovine del castello feudale.
- Chiesa di San Martino (Église Saint-Martin), ricostruita alla fine del XIX secolo dopo il terremoto del 1873.
- Cappella della frazione di Saint-Martin.
- Grotta del Gatto (Grotte du Chat), con circa 800 metri di gallerie.

## Società

### Evoluzione demografica
Abitanti censiti

### Sport
- Il bungee jumping a partire dal Ponte della Mariée[4].

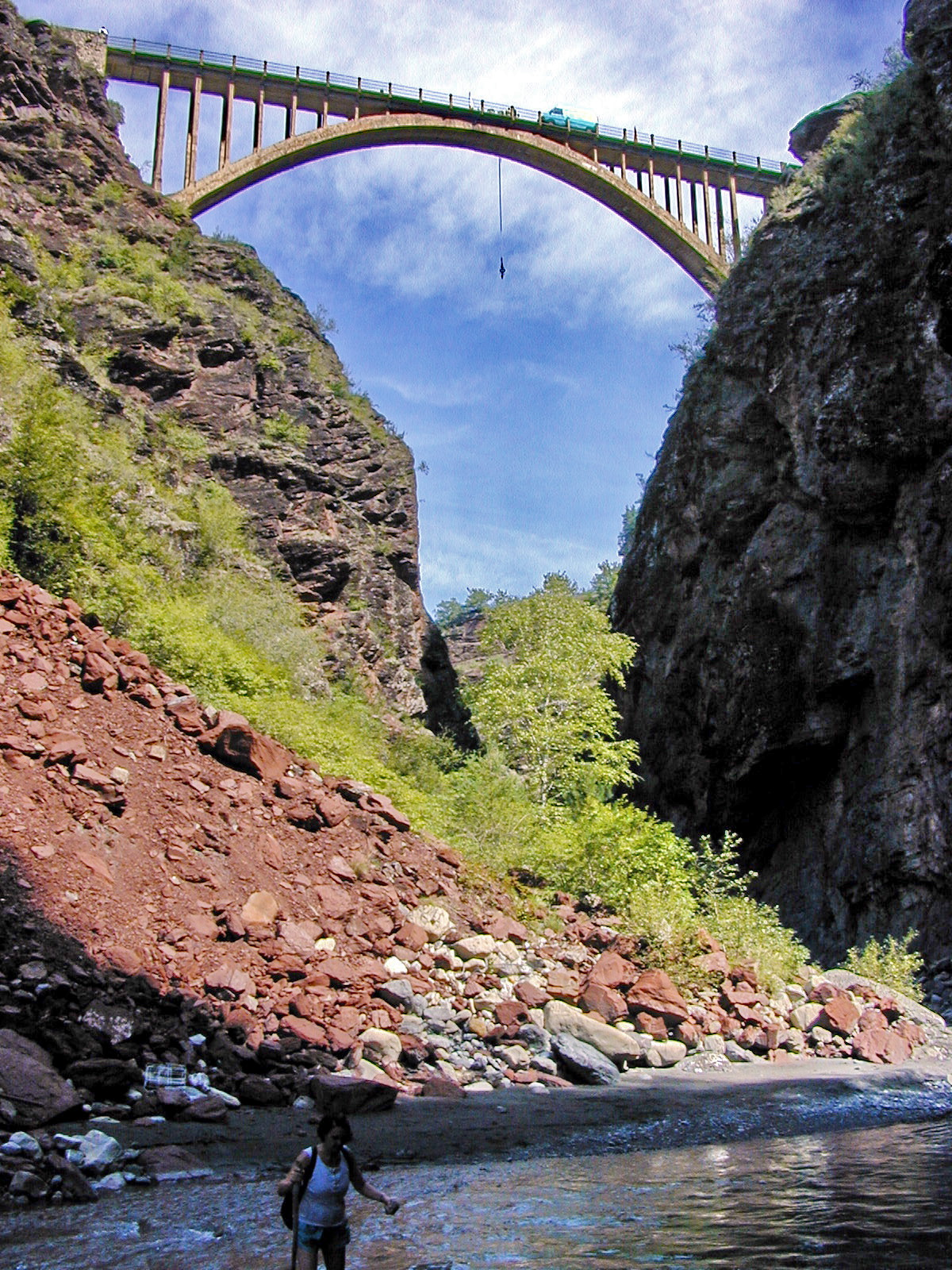
Salto con fune elastica dal ponte della Mariée, a nord delle Gole di Daluis.
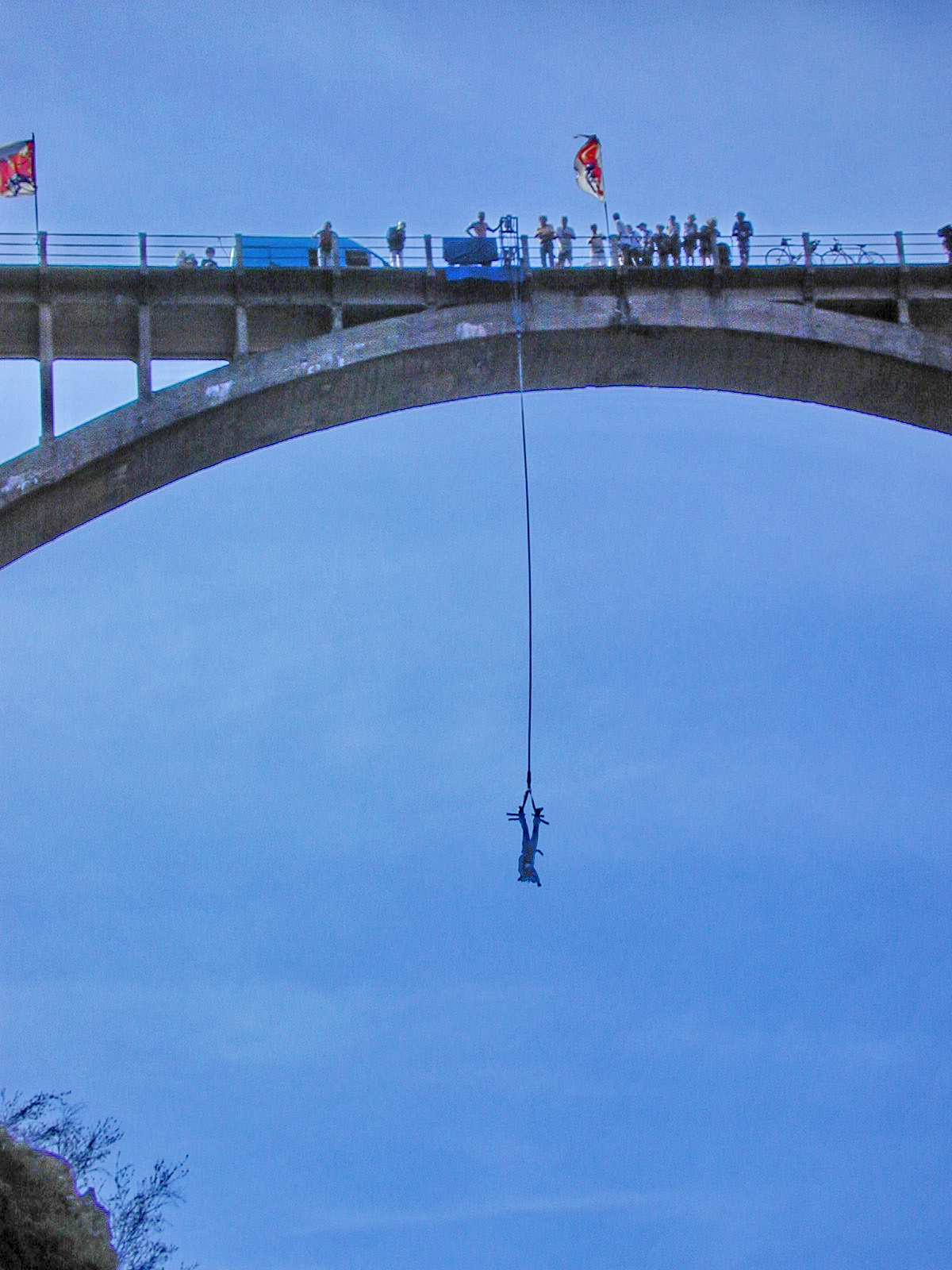
Salto con fune elastica dal ponte della Mariée, a nord delle Gole di Daluis.
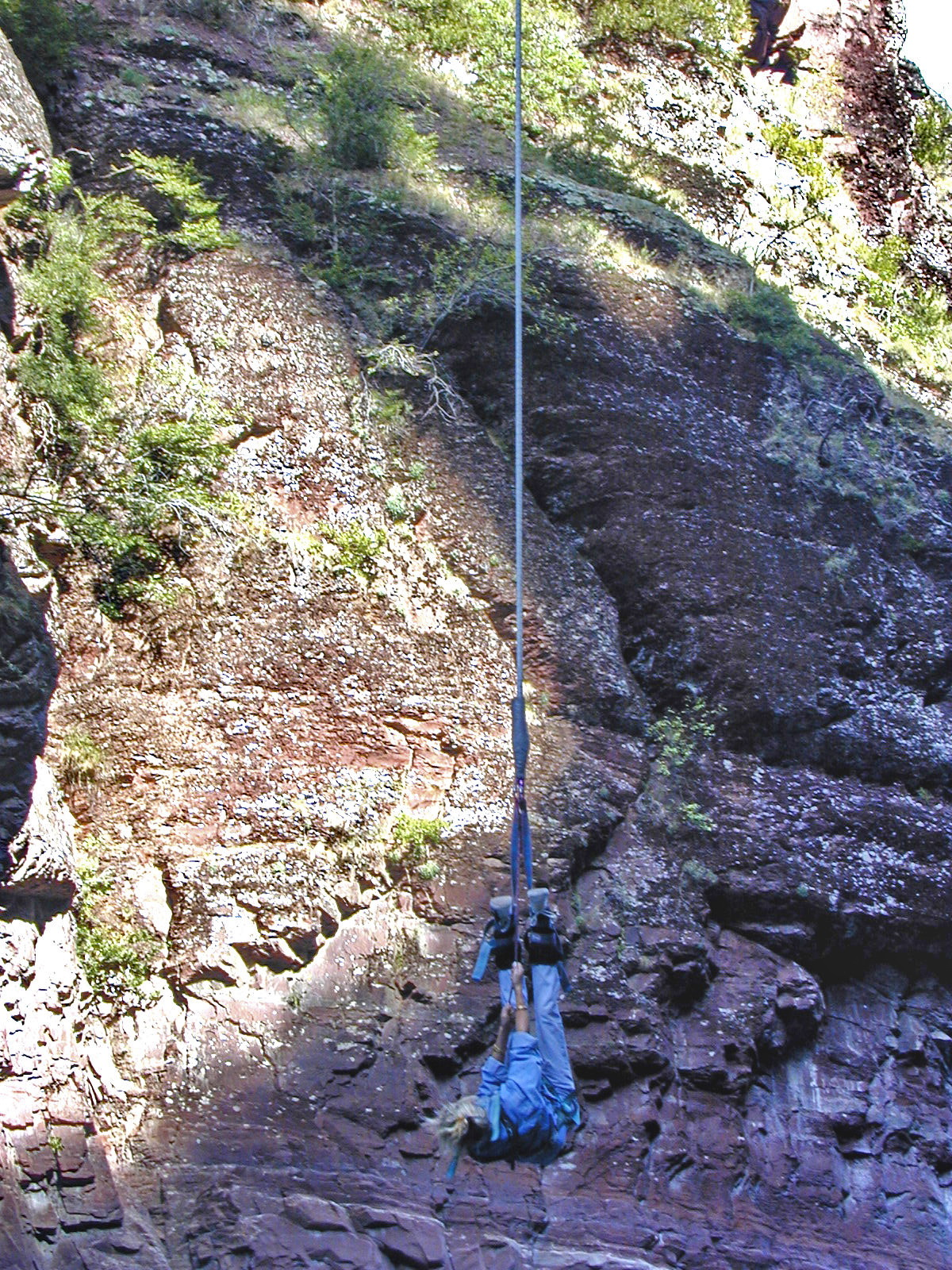
Salto con fune elastica dal ponte della Mariée, a nord delle Gole di Daluis.

- La canoa[5][6][7] nel vallone e nella Chiusa d'Amen, che sbocca al centro delle Gole di Daluis, sulla riva sinistra.

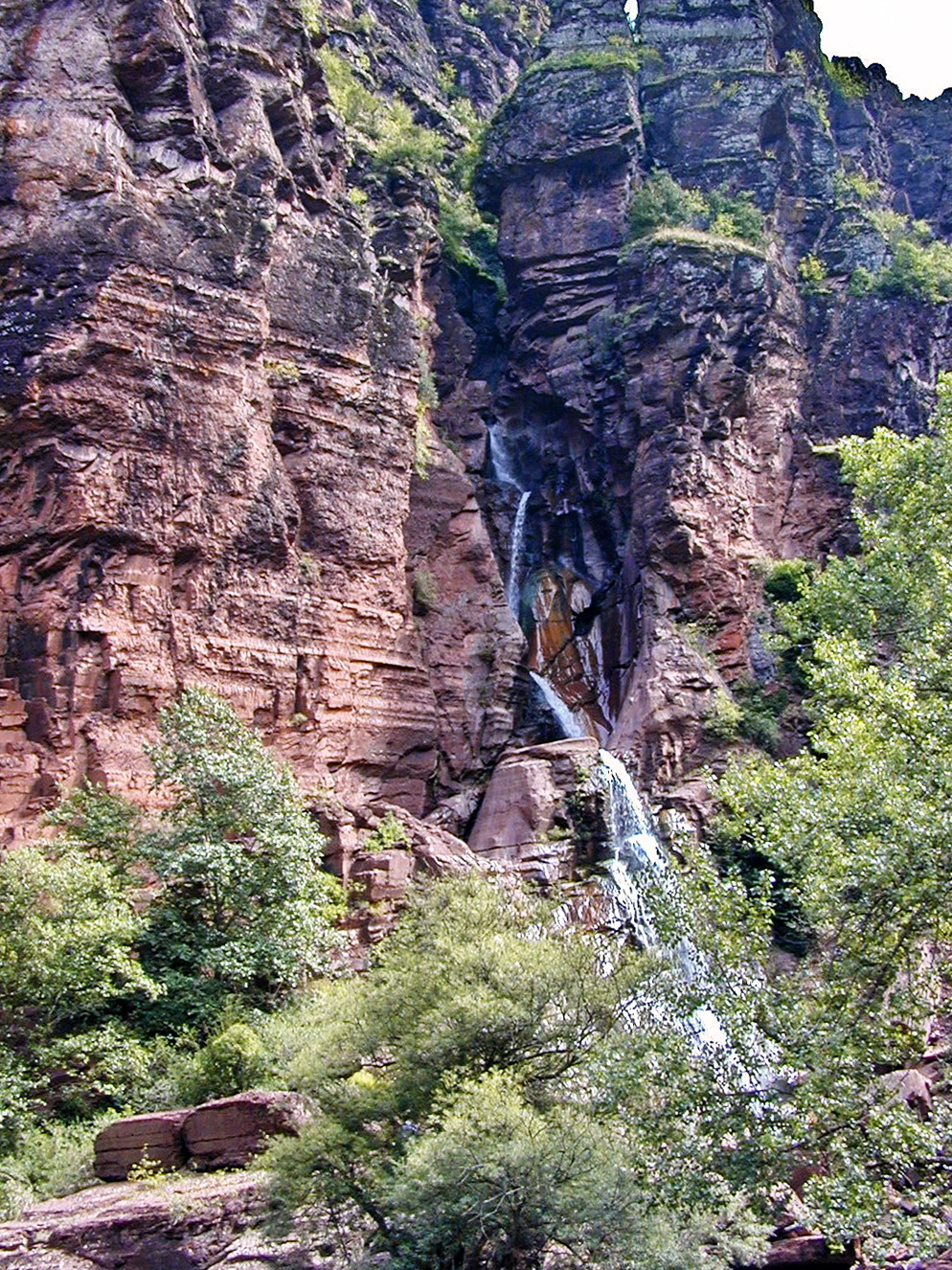
Discesa finale dalla Chiusa d'Amen sulla riva sinistra delle Gole di Daluis.
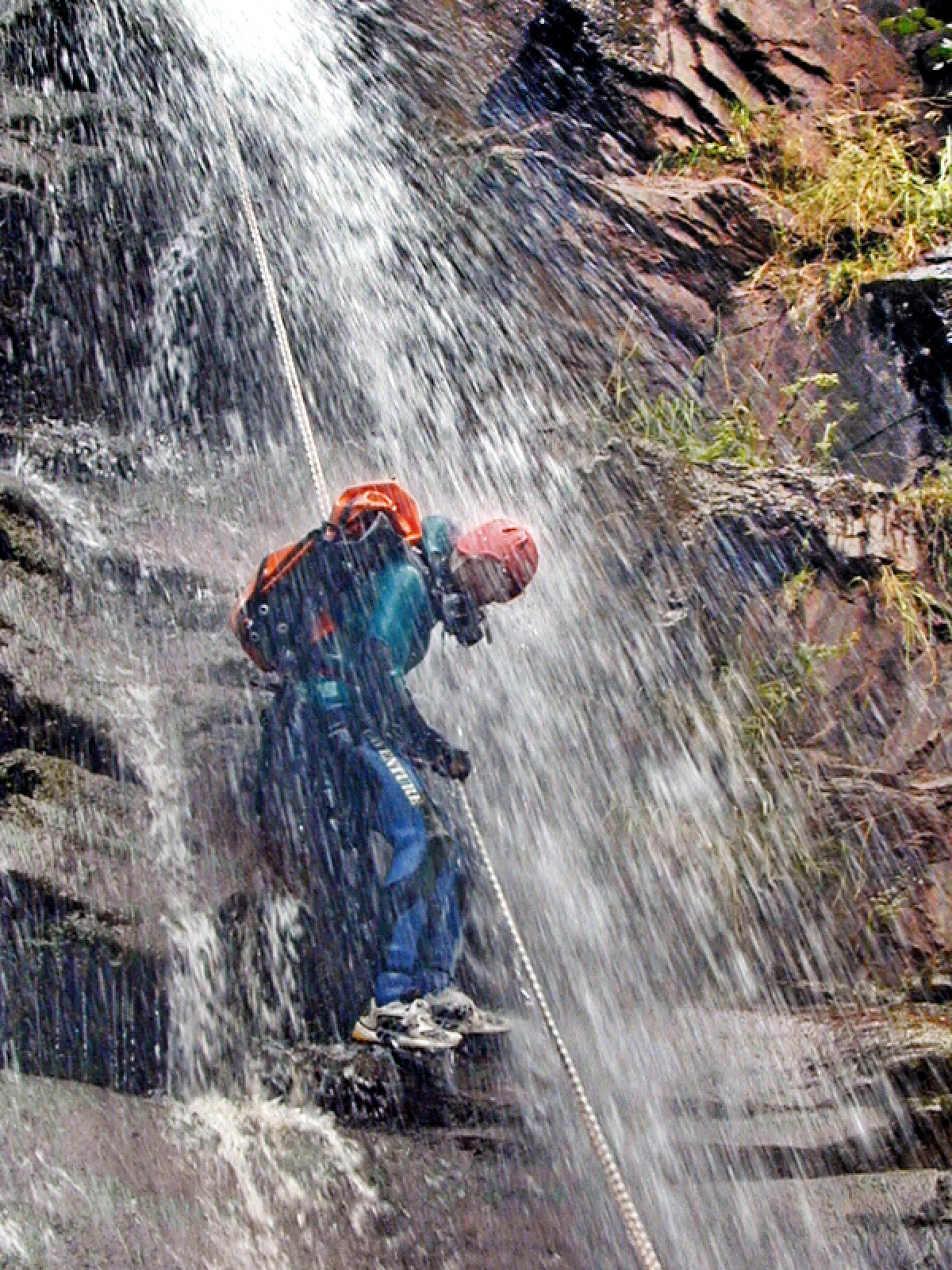
Discesa finale dalla Chiusa d'Amen sulla riva sinistra delle Gole di Daluis.
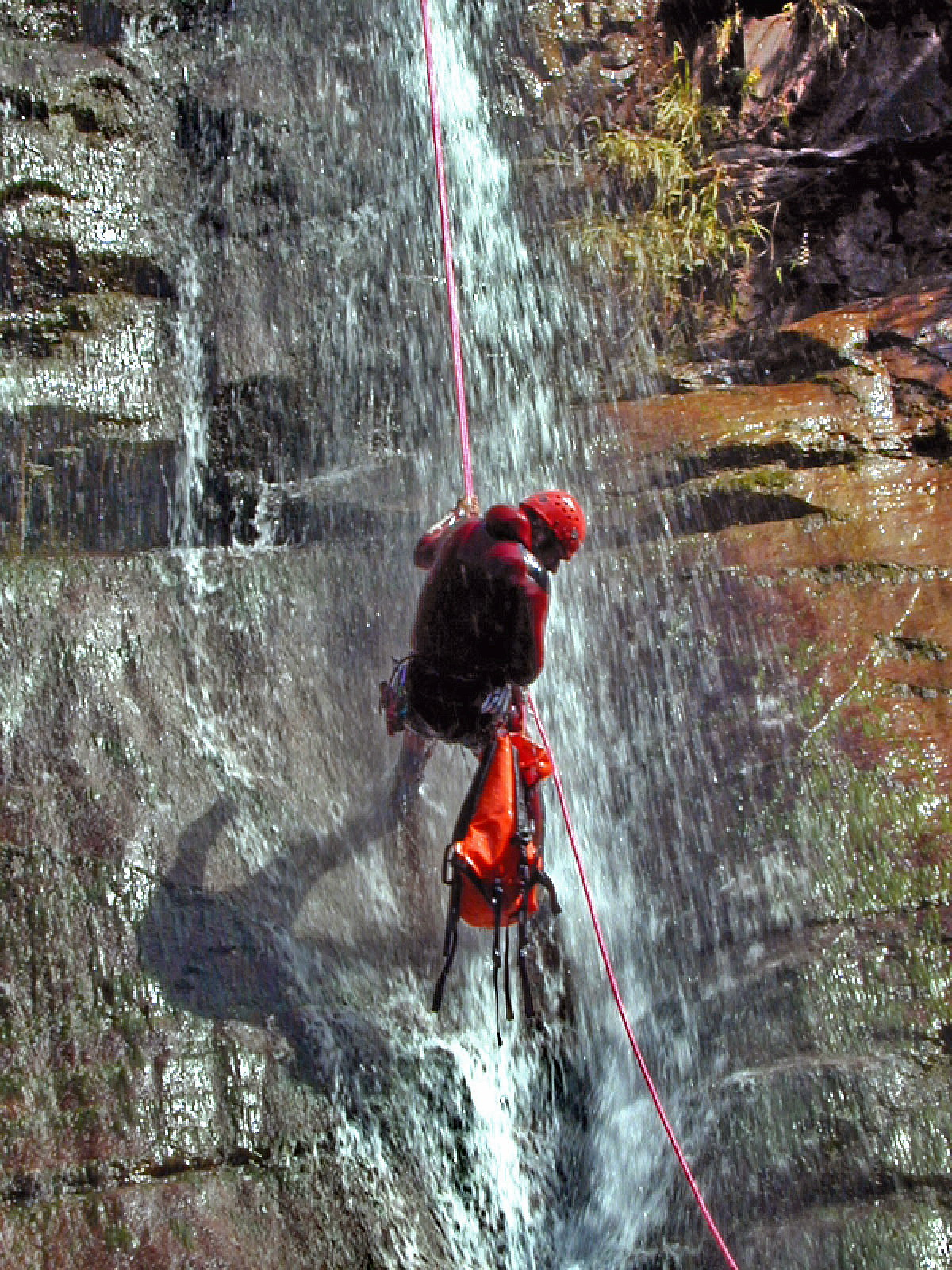
Discesa finale dalla Chiusa d'Amen sulla riva sinistra delle Gole di Daluis.
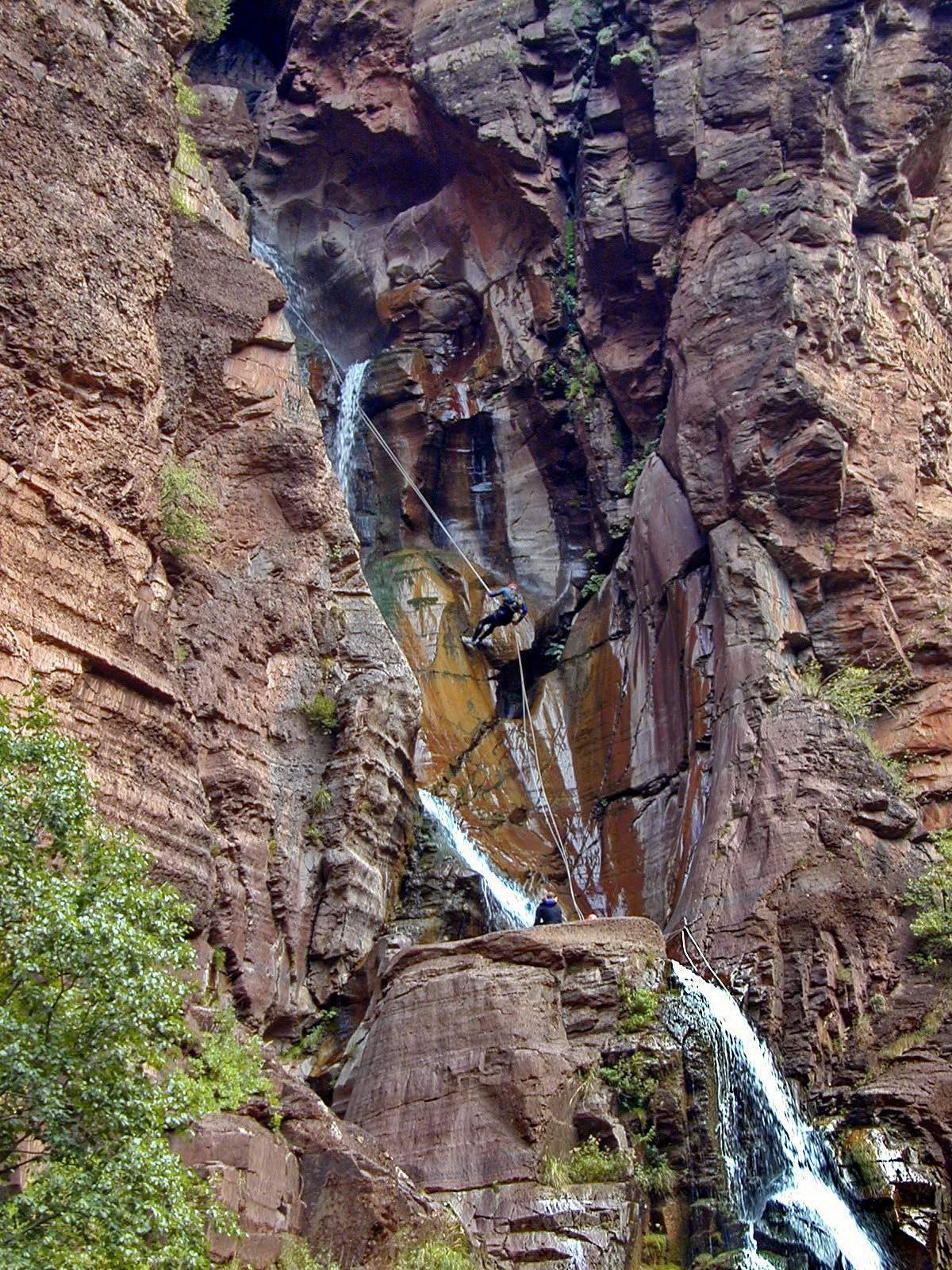
Discesa finale dalla Chiusa d'Amen sulla riva sinistra delle Gole di Daluis.

- La speleologia[8] La Grotte du Chat (Grotta del Gatto), molto fotogenica.

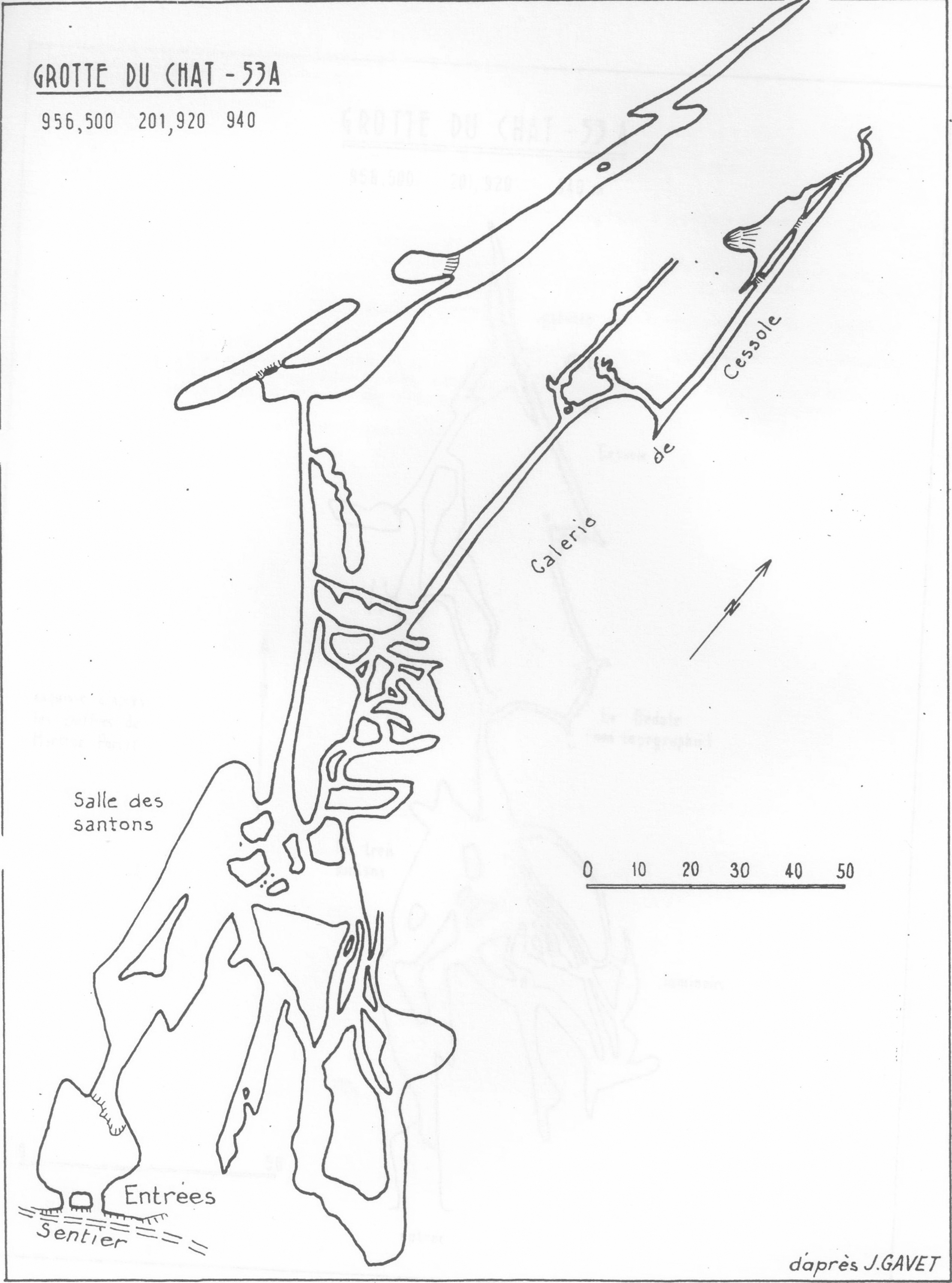
Pianta della Grotte du Chat (Grotta del Gatto) d'Yves Créach.
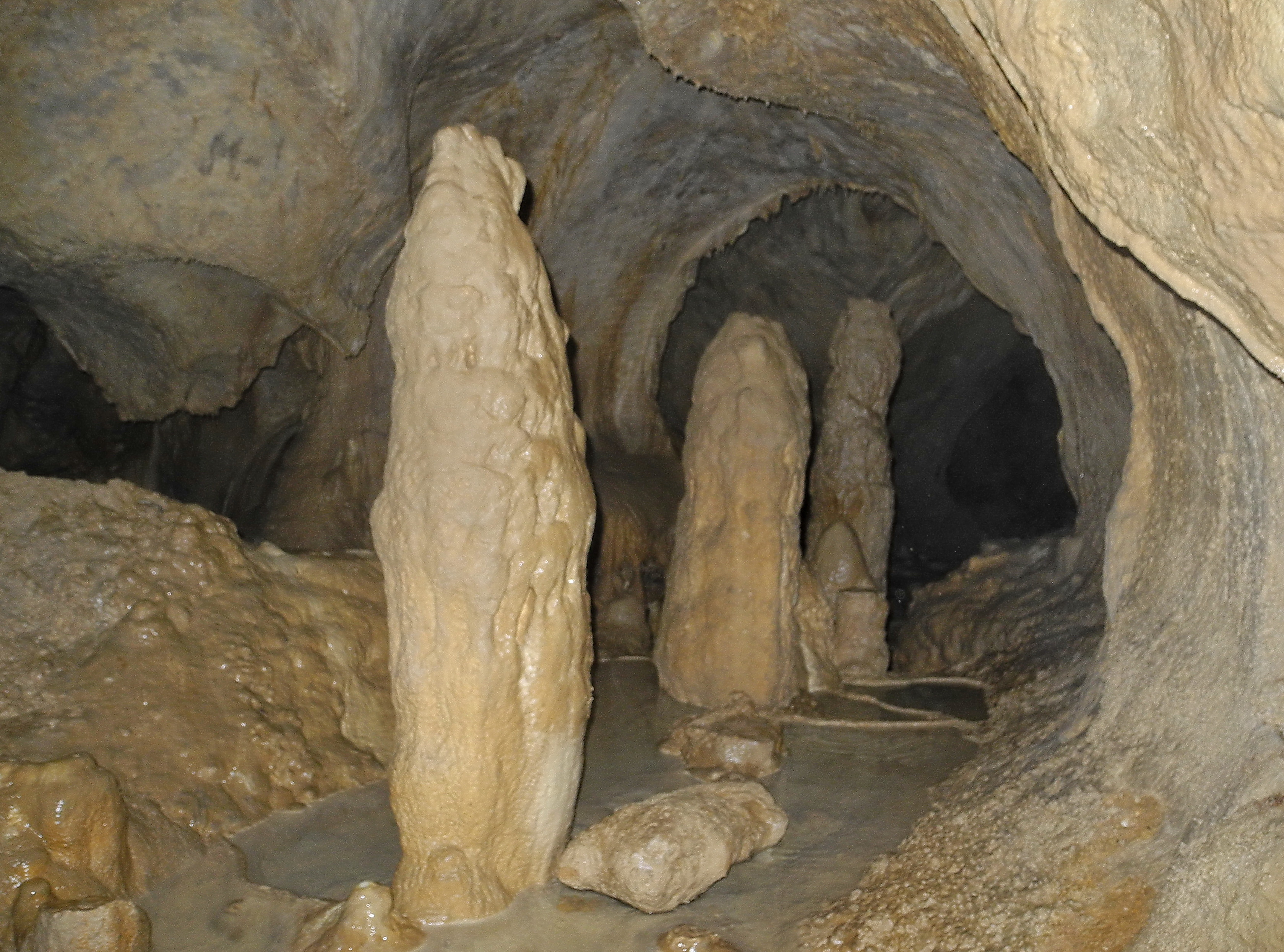
Grotte du Chat (Grotta del Gatto).